# Coppa Italia di Serie B1 2023-2024 (pallavolo)
La Coppa Italia di Serie B1 2023-2024 si è svolta dal 29 al 30 marzo 2024: al torneo hanno partecipato quattro squadre di club italiane e la vittoria finale è andata per la prima volta al Castelfranco.

## Formula
Al torneo hanno partecipato le migliori quattro prime classificate, al termine del girone di andata, nei cinque gironi del campionato di Serie B1. La formula ha previsto semifinali e finale in gara unica.

## Squadre partecipanti
| Squadra      | Qualificazione                                      |
| ------------ | --------------------------------------------------- |
| Castelfranco | 1ª nel girone di andata Serie B1 2023-24 (girone D) |
| CLAI Imola   | 1ª nel girone di andata Serie B1 2023-24 (girone C) |
| Concorezzo   | 1ª nel girone di andata Serie B1 2023-24 (girone A) |
| Giorgione    | 1ª nel girone di andata Serie B1 2023-24 (girone B) |

## Torneo

### Tabellone
| \| \| Semifinali \| Semifinali \| \| \| Finale \| Finale \| \| \| \| \| \| \| \| \| \| \| \| \| Concorezzo \| 3 \| \| \| \| \| \| \| \| Concorezzo \| 3 \| \| \| \| \| \| \| \| CLAI Imola \| 2 \| \| \| \| \| \| \| \| CLAI Imola \| 2 \| \| Concorezzo \| 1 \| \| \| \| \| \| \| \| Concorezzo \| 1 \| \| \| \| \| \| \| Castelfranco \| 3 \| \| \| \| \| \| Castelfranco \| 3 \| Castelfranco \| 3 \| \| \| \| \| \| Castelfranco \| 3 \| \| \| \| \| \| \| \| Giorgione \| 1 \| \| \| \| \| \| |              |            |              |            |        |        |  |
| | Semifinali   | Semifinali |              |            | Finale | Finale |  |
| |              |            |              |            |        |        |  |
| | Concorezzo   | 3          |              |            |        |        |  |
| | Concorezzo   | 3          |              |            |        |        |  |
| | CLAI Imola   | 2          |              |            |        |        |  |
| | CLAI Imola   | 2          |              | Concorezzo | 1      |        |  |
| |              |            |              | Concorezzo | 1      |        |  |
| |              |            | Castelfranco | 3          |        |        |  |
| | Castelfranco | 3          | Castelfranco | 3          |        |        |  |
| | Castelfranco | 3          |              |            |        |        |  |
| | Giorgione    | 1          |              |            |        |        |  |

### Risultati

#### Semifinali
| 29 marzo 2024 PalaUnimol, Campobasso Durata: 2h:14 - Spettatori: | Concorezzo   | 3 - 2 | CLAI Imola | 16-25, 20-25, 25-19, 25-23, 15-11 |
| 29 marzo 2024 PalaUnimol, Campobasso Durata: 1h:53 - Spettatori: | Castelfranco | 3 - 1 | Giorgione  | 25-21, 21-25, 25-17, 25-15        |

#### Finale
| 30 marzo 224 PalaUnimol, Campobasso Durata: 1h:46 - Spettatori: | Concorezzo | 1 - 3 | Castelfranco | 11-25, 23-25, 25-22, 19-25 |

## Premi individuali
| Premio                 | Nome              | Squadra      |
| ---------------------- | ----------------- | ------------ |
| MVP                    | Alessandra Colzi  | Castelfranco |
| Miglior palleggiatrice | Florencia Ferraro | Castelfranco |
| Miglior attaccante     | Giulia Bilamour   | Concorezzo   |
| Miglior centrale       | Alessandra Colzi  | Castelfranco |
| Miglior libero         | Alessia Mastrilli | CLAI Imola   |